# Peter Cameron (entomologiste)
Pour les articles homonymes, voir Peter Cameron (homonymie) et Cameron.
Peter Cameron (entomologiste) (1847 - 1er décembre 1912 à New Mills, Derbyshire) est un entomologiste amateur anglais spécialisé dans les hyménoptères.

## Biographie
Artiste, Cameron travaille dans l'industrie de la teinture et dans l'impression calicot,. Il décrit de nombreuses nouvelles espèces; sa collection comprend le matériel des holotype, est maintenant au Natural History Museum. Il souffre d'une mauvaise santé et du manque d'emploi. A la fin, il vit à New Mills et est soutenu par des bourses de la Royal Society.
Il a prêté des spécimens à Jean-Jacques Kieffer, un enseignant et prêtre catholique à Bitche, en Lorraine, qui a également nommé des espèces d'après Cameron.

## Publications

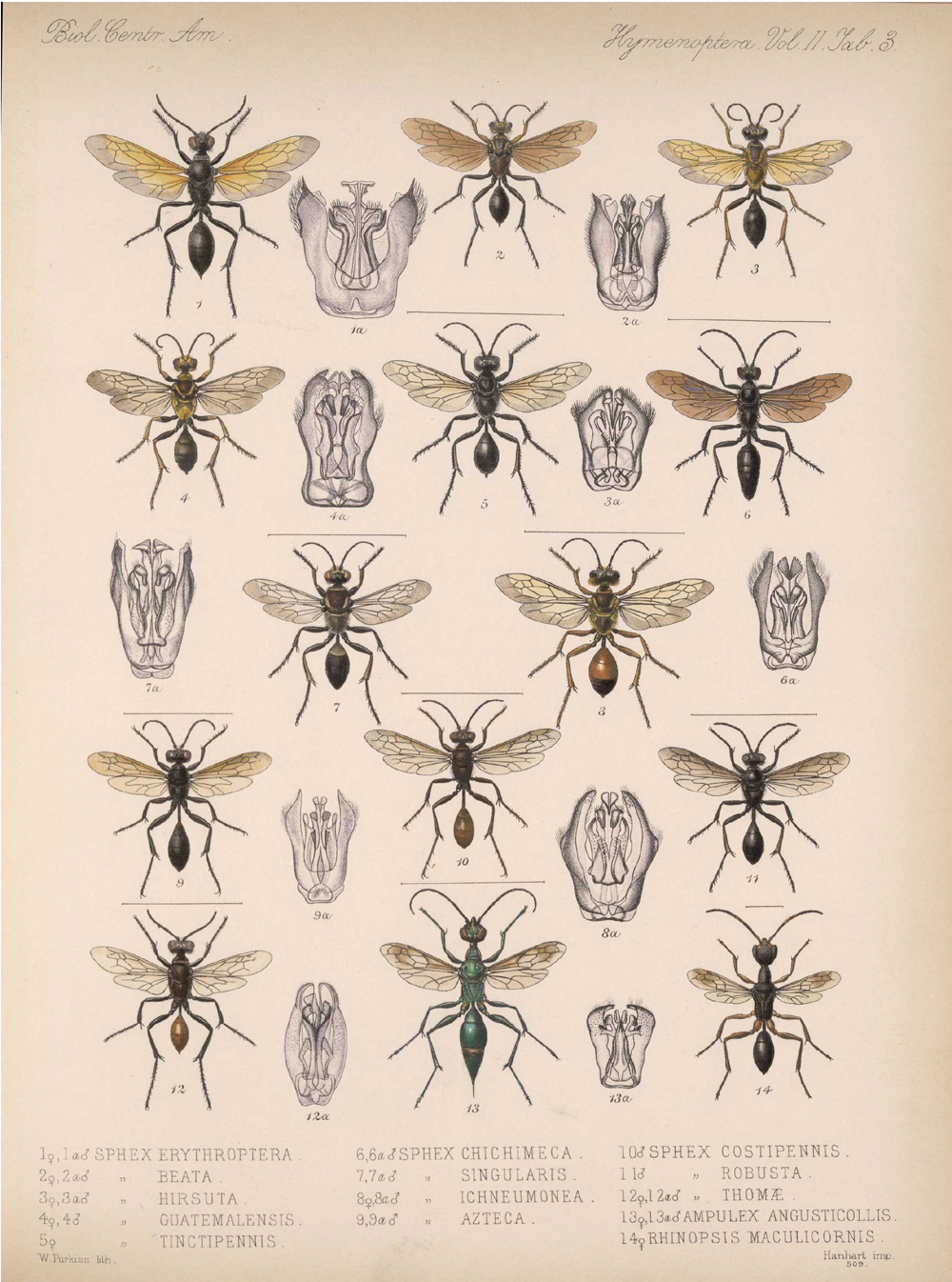
Centrali-Americana Insecta Hymenoptera (Fossores) Vol II (1888-1900)

- A Monograph of the British Phytophagous Hymenoptera Ray Society (1882–1893)
- Hymenoptera volumes of the Biologia Centrali-Americana, volumes 1-2 (1883–1900) and (1888–1900)
- ...Voir les liens externes pour la liste complète.